# Gentianus
Gentianus war ein römisches Cognomen (Beiname).
Bekannte Namensträger waren u. a.:
- Decimus Terentius Gentianus, römischer Suffektkonsul 116
- Lucius Tutilius Pontianus Gentianus, römischer Suffektkonsul 183
- Quintus Hedius Rufus Lollianus Gentianus, römischer Senator und Militär, Suffektkonsul vor 193
- Cosconius Gentianus, Statthalter von Moesia inferior unter Severus (um 198)
- Marcus Terentius Gentianus, römischer Konsul 211